# György Bognár
György Bognár (5 de novembre de 1961) és un antic futbolista hongarès de la dècada de 1990 i entrenador.
Fou internacional amb la selecció d'Hongria, amb la qual disputà la Copa del Món de futbol de 1986. Va defensar els colors dels clubs MTK Hungária FC, Sporting Toulon, R. Standard de Liège i BVSC Budapest.